# Het Gagelgat
Het Gagelgat  is een boerderij in de buurtschap De Birkt bij de Nederlandse plaats Soest, gebouwd in 1712. Het gebouw heeft in de 21e eeuw het adres Birkstraat 107. De boerderij is een rijksmonument. Het is een van de oudste langhuisboerderijen uit de streek en vermoedelijk oorspronkelijk gebouwd door Jan Jansz. Mets.
Het Gagelgat is ook bekend onder de namen De Birkt en 't Geijn.

## De naam “Gagelgat”
De naam “Gagelgat” komt van gagel. Wilde gagel is een vochtminnende struik, die tot anderhalve meter hoog kan worden en die vooral in vochtige gebieden groeit. De struik ruikt sterk. Gagel komt vooral op zure, veenachtige grond voor. Gedroogde takjes van de plant werden gebruikt om ongedierte in de bedstee te bestrijden. De sterke geur hield muggen, motten en vlooien weg. Daarom werd de plant ook wel vlooienkruid genoemd. Gagel wordt soms in de plaats van hop gebruikt bij het brouwen van bier.
De eerste vermelding in een schriftelijke bron van de naam “Gagelgat” voor deze boerderij was in een testament uit 1843.

## Ligging
Het Gagelgat maakt deel uit van de buurtschap De Birkt. Deze buurtschap op de flank van de Utrechtse Heuvelrug, tussen Amersfoort en Soest grensde aan de zuidzijde aan de Korte Duinen en aan de noordzijde aan de Eem. Het lagere deel aan de noordzijde werd de Lage Birkt genoemd, het hogere deel heette de Hooge Birkt. In het oosten grensde het aan De Isselt en aan de westzijde werd de grens met Soest gevormd door de Neulsloot. De boerderijen stonden op de hogere delen met weidegronden die doorliepen tot de Eem en akkerstroken die doorliepen tot de Korte Duinen. Het Gagelgat stond met de voorzijde naar de oude hoofdroute van Soest naar Amersfoort, de Benedenweg of Zwarteweg. In 1935 kreeg werd de naam gewijzigd in Peter van den Breemenweg. In 1817 werd de Birkstraat opgenomen in de rijksweg Naarden-Amersfoort. Nieuwe boerderijen werden sindsdien gericht op de Birkstraat. De naar de Birkstraat gekeerde achtergevel van het Gagelgat zou in 1908 worden afgebroken.
Van 1420 tot 1543 bevond zich in De Birkt een klooster van de Reguliere Kanunniken van Sint-Augustinus, aangesloten bij de congregatie van Windesheim. Dit klooster bevond zich op de plaats waar later de boerderij Het Lange Huis werd gebouwd, even ten oosten van Het Gagelgat aan de Birkstraat. Het klooster bezat veel grond in de Birkt en is vooral bekend onder de naam Mariënhof of Mariënhove.
Tot aan het begin van de twintigste eeuw was er op de Birkstraat ter hoogte van het Gagelgat een 
tol.

In de directe omgeving bevonden zich in de negentiende eeuw twee buitenplaatsen: 
- het al in het midden van de 17e eeuw aangelegde Heuvel en Dael, dat later Vosseveld zou gaan heten (in 2025 Birkstraat 84: Herenhuis Vosseveld, en Birkstraat 96: Boerderij Vosseveld).
- het buiten Hofslot.[6]

## Boeren van Het Gagelgat
De eerste boer op Het Gagelgat was Jan Jansz. Mets (ca. 1655 – ca. 1730). Hij was boer op Het Gagelgat van 1712 tot 1734. Hij werd opgevolgd door zijn zoon Petrus Janse Mets (1702 – ca. 1777). 

Nadat diens dochter Elisabeth (1739 – 1820), getrouwd met Teunis Steenbeek (1750 – 1798) in 1776 de boerderij erfde groeide het bezit fors. Teunis Steenbeek werd op 16 maart 1795 tot voorzitter van de municipaliteit van Soest gekozen.
De groei zette zich ook door toen hun dochter, Maria Steenbeek (1777 – 1862) de boerderij in 1798 ging bestieren. Zij was getrouwd met Cornelis Janse Kok (1775 – 1820) van boerderij Vosseveld. In 1812 was Cornelis Kok een van de zes grootste boeren van Soest. Maria zette na het overlijden van Cornelis het bedrijf voort. In 1832 waren er 32 stuks rundvee en zeven paarden.

In 1835 nam haar zoon Johannes Kok (1809 – 1880) de boerderij over. De waarde van de landerijen werd op dat moment geschat op 20.000 gulden, en de boedel was 136.000 gulden waard.
In 1875 was het weer een dochter die het bedrijf voortzette: Alida Kok (1844 - 1922). Ze woonde aanvankelijk op de boerderij met haar broer Cees. Toen die ten gevolge van een ongeluk overleed trouwde ze met Petrus Hartman (1852 - 1910). In 1912 nam hun zoon Wilhelmus Hartman (1881 - 1947) het bedrijf over. Hij was in datzelfde jaar getrouwd met Mie Koelen. De laatste boer op Het Gagelgat was Wim Hartman (1928 – 2008). Na zijn overlijden werd Stichting De Paardenkamp eigenaar van de boerderij.

## Bouwgeschiedenis
Het Gagelgat werd gebouwd in 1712, vermoedelijk door Jan Jansz. Mets, die er als eerste een boerenbedrijf ging uitoefenen. Rond 1718 brandde deze eerste kleine keuterboerderij met een bakstenen voorhuis af. Waarschijnlijk in 1738 werd de boerderij herbouwd door de zoon van Jan Jansz. Mets, Petrus Janse Mets als langhuisboerderij. De boerderij heeft een rechthoekige plattegrond met een hoog middengedeelte en twee lagere zijdelen; alles onder één dak. Het herbouwde voorhuis werd uitgebreid met een kelder en een opkamer.
Opmerkelijk is dat de voorgevel van de boerderij aan de noordkant is. In de tijd dat de boerderij werd aangelegd was de doorgaande weg tussen Soest en Amersfoort de Benedenweg, of Zwarteweg. Sinds 1935 heet die weg de Peter van den Breemerweg. Pas later kreeg de Birkstraat de functie van hoofdroute tussen Soest en Amersfoort. Latere boerderijen zijn daarom met hun gevel naar het zuiden, richting de Birkstraat gebouwd. Vanaf de Birkstraat loopt een steeg naar Het Gagelgat, waarlangs eiken staan. Deze steeg is tegenwoordig de enige oprijlaan. Vanaf de Peter van den Breemerweg is de boerderij niet meer te bereiken

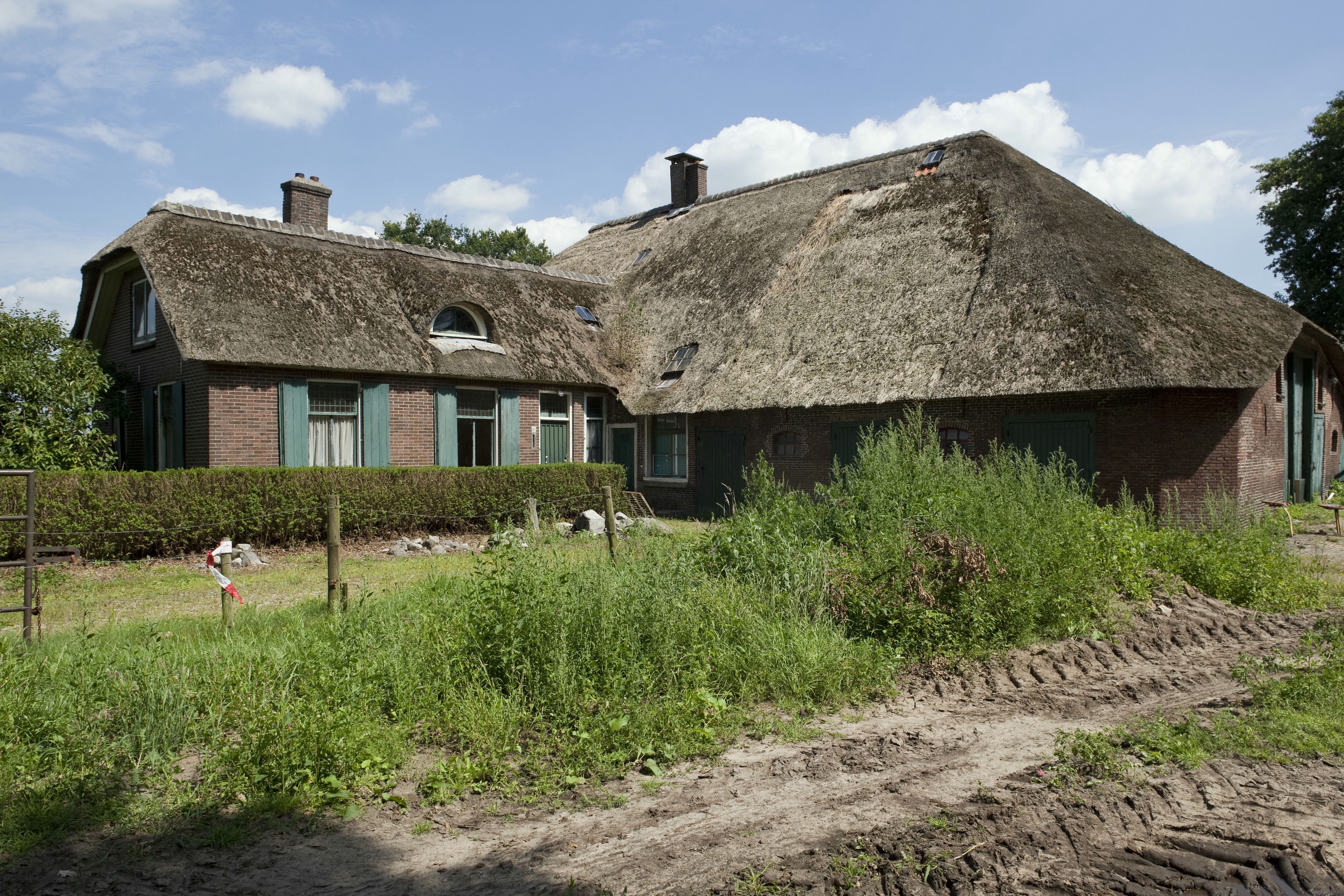
Zuidwest zijde van de boerderij

In een document uit 1750 stond Petrus Mets nog te boek als keuterboer. Nadat zijn dochter, Elisabeth Peterse Mets, getrouwd met Teunis Steenbeek, de boerderij erfde, werd die aanzienlijk uitgebreid. In hun tijd woonden er vijf dienstbodes op de boerderij. 
In 1855, toen Johannes Kok de boerderij bestierde, werd aan het bestaande achterhuis een dwarsdeel gebouwd. Het jaartal 1855 is vastgelegd in de ankers in de buitenmuur van de eindgevel. Bij deze verbouwing is ook het houten achterhuis opnieuw in steen opgetrokken.
In 1875, toen Alida (Aaltje) Kok het bedrijf overnam, werd ernaast een rentenierswoning gebouwd voor haar ouders. In 1912 werd deze rentenierswoning uitgebouwd tot een volwaardige boerderij met de naam De Hooge Birckt (nu Birkstraat 109). Hier ging de broer van Willem Hartman, Gradus Hartman boeren. Op de Hooge Birckt wordt nog steeds vee gehouden, aangevuld met een theehuis (gegevens 2025).
In 1920 is het bakhuis naast het hoofdgebouw vervangen door een nieuwe aanbouw, de zogenaamde kruk.
Tegenwoordig is in het pand nog wel een langhuisboerderij te herkennen, maar heeft het een Z-vormige plattegrond met een bouwlaag en een zolderverdieping. Het hoofdgebouw en de twee dwarsdelen hebben rieten afgewolfde zadeldaken.
Nadat de boerderij in 2008 in handen van Stichting De Paardenkamp kwam, is een grote restauratie uitgevoerd, waarbij het doel was de situatie te herstellen zoals die aan het begin van de twintigste eeuw was. De restauratie is in 2012 afgerond.

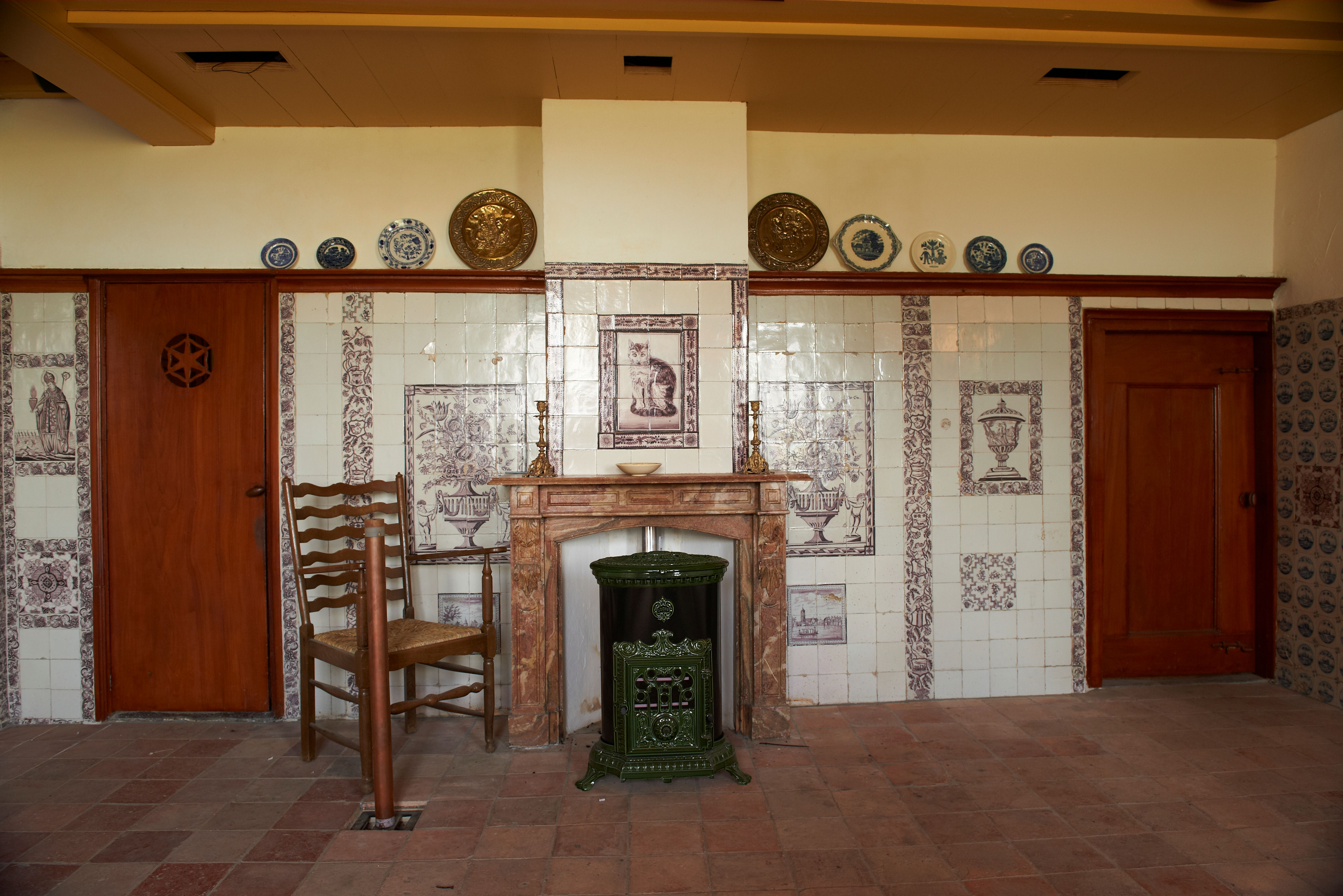
De voorkamer

De boerderij had twee hooibergen: een vier- en een vijfroedige.

## Interieur
De kelder heeft een troggewelf tussen de balken, een plavuizen vloer en pekelbakken. In de voorkamer bevinden zich tegeltableaus die dateren uit de periode 1750 - 1775. Ze zijn van “uitzonderlijke kwaliteit en vormen het meest gave en complete voorbeeld in Soest”. De tegels zijn blauw en sepiakleurig en tonen onder andere religieuze taferelen. Ook zijn er afbeeldingen van stadspoorten en kastelen.

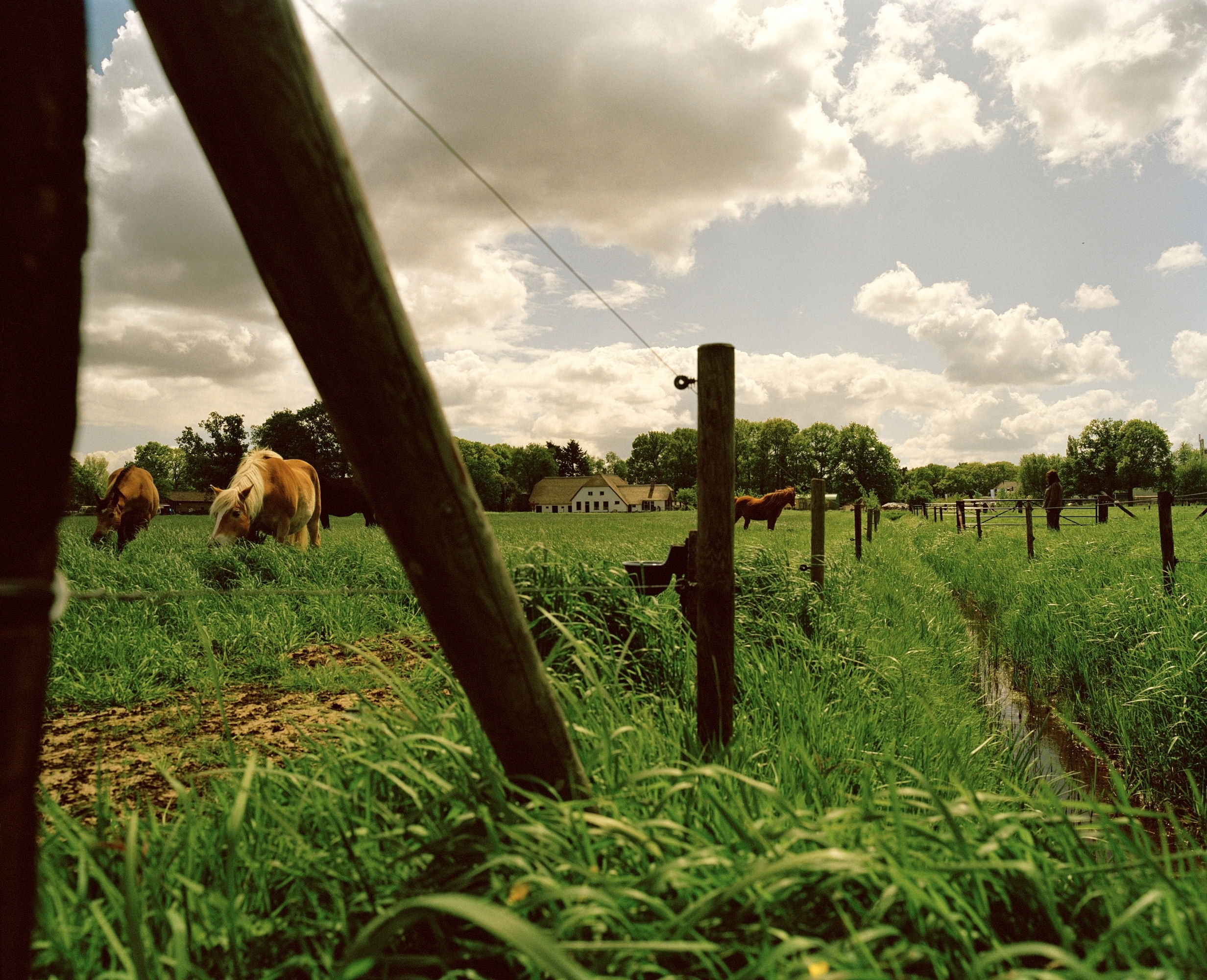
Paardenopvang als huidige bestemming

## De Paardenkamp
Op 23 juni 2012 is Het Gagelgat officieel in gebruik genomen door Stichting De Paardenkamp. Deze stichting stelt zich ten doel om een rusthuis te bieden voor oude paarden en pony's. Op Het Gagelgat is naast de opvang van paarden ook een dagbestedingsproject voor mensen met een verstandelijke beperking opgezet. Het Gagelgat biedt bovendien een aantal educatieve en recreatieve voorzieningen. Zo is in de gerestaureerde boerderij een permanente interactieve tentoonstelling over het leven op de boerderij in de laatste drie eeuwen ingericht. Daarnaast is er een winkel aanwezig, waar ook koffie wordt geschonken.
Het beheer van Het Gagelgat is door Stichting De Paardenkamp ondergebracht in een aparte stichting, de Monumentenstichting Paardengoed.